# Hyperkan
Hyperkan eller superorkan, (engelska: även Mega hurricane eller Super hurricane), är en våldsam tropisk cyklon som kan bildas vid havsvattentemperatur av ca 50° C, 15° C högre än vad som hittills har uppmätts, till exempel i samband med en kraftig global uppvärmning eller som en indirekt följd av ett asteroid- eller kometnedslag eller ett mycket kraftigt vulkanutbrott under havet. 

## Beskrivning
Den största skillnaden mellan de hypotetiska megastormar som benämns hyperkaner och de tropiska cykloner som man hittills har registrerat är att dessa lågtryck skulle vara mycket intensivare än något oväder som registrerats. En hyperkan skulle kunna nå ett lufttryck under 700 millibar, varaktiga vindhastigheter på över 800 km/h (ca 220 m/s) i upp till flera veckor och orsaka stormfloder upp till 18 meter över normalvattenståndet när de når land. Som jämförelse går gränsen för orkan vid 119 km/h (33 m/s) och de våldsammaste tropiska ovädren som man hittills har registrerat som till exempel Tyfonen Tip har haft varaktiga vindhastigheter över 300 km/ h (+85 m/s). I de kraftigaste tromberna (Tornados) har man med radar mätt upp vindhastigheter i byarna på 450-500 km/h (ca 125-140 m/s). Det spekuleras om att en hyperkan också skulle vara mycket större än de vanliga tropiska cyklonerna och täcka en yta större än hela USA även om oenighet råder om detta.
I händelse av att en sådan megastorm i framtiden drabbar land skulle förödelsen bli omfattande, ingen känd konstruktion kan stå emot vindhastigheter över 200 m/s. Dödstalen skulle troligen bli mycket stora, särskilt om hyperkanen drabbar tätbefolkade områden. Ofantliga mängder damm och mindre föremål skulle sugas högt upp i atmosfären, vilket även riskerar att skada ozonlagret och allvarligt störa det globala klimatet. De indirekta följderna av en hyperkan skulle därmed kunna leda till många flera dödsfall än ovädret självt. En del forskare tror att flera hyperkaner svepte fram över jorden efter komet/asteroidnedslaget i Mexiko för 65 miljoner år sedan och som enligt de flesta forskare anses ha varit huvudorsaken till det massutdöende som då inträffade.
Ovan nämnda Tyfonen Tip som drog fram över de västra delarna av Stilla havet hösten 1979 och Orkanen Patrica som drabbade Östra Stilla havet hösten 2015 anses vara det närmaste hyperkaner som man observerat i verkligheten. Tip är den största tropiska cyklonen som någonsin registrerats med en diameter på drygt 2 200 km (de flesta tropiska cykloner har en diameter på 400-500 km) och den mest intensiva med lägsta uppmätta lufttryck på 870 millibar. Patrica hade den högsta uppmätta medelvindhastigheten på 96 m/s (345 km/h). 

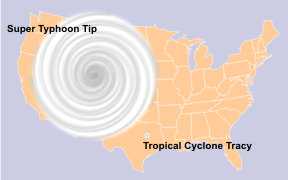
De relativa storlekarna på Typhoon Tip, Cyclone Tracy och USA. Den genomsnittliga hyperkanan skulle inte överstiga Cyclone Tracy i storlek.

Såvida inte jorden drabbas av ett asteroidnedslag i havet eller stort vulkanutbrott anser emellertid ledande klimatforskare att förutsättningarna för närvarande saknas för att hyperkaner ska kunna bildas. Troligen krävs det en ytvattentemperatur på minst 38°C, kanske så mycket som 50°C för att de ska bildas. För att en vanlig tropisk cyklon ska bildas krävs en ytvattentemperatur på minst 27°C.

## Mekanism
En orkan fungerar som en Carnot-värmemotor som drivs av temperaturskillnaden mellan havet och det översta lagret i troposfären. När luften dras in mot orkanens öga förvärvar den latent värme från avdunstande havsvatten, som sedan frigörs som friktionsvärme under stigningen inuti ögonväggen och strålar bort på toppen av stormsystemet. 
Enligt Emanuels modell finns det emellertid ingen lösning på jämviktsekvationen, om temperaturskillnaden mellan havet och toppen av troposfären är för stor. När mer luft sugs in minskar den frigjorda värmen det centrala trycket ytterligare och drar in mer värme i en ökande positiv återkoppling. Den faktiska gränsen för intensitetrn hos en hypercan beror på andra osäkerhetsfaktorer, såsom huruvida inflödet upphör att vara isotermiskt, om chockvågor skulle bildas i utflödet runt ögat eller om turbulent nedbrytning av virveln inträffar.